# Bergsjöns naturreservat
Bergsjöns naturreservat är ett naturreservat i Skepplanda socken i Ale kommun i Västergötland.

## Beskrivning
Reservatet ligger vildmarksområdet Risveden och gränsar till byn Röserna ca 6 km nordost om Skepplanda. Centralt i området finns sjön Bergsjön. Reservatet kännetecknas av gammal orörd barrskog, sumpskog och bäckraviner. Sällsynta växter som finns är bland andra halvgräset ag, skirmossa och dunmossa. Reservatet som är ca 110 hektar stort inrättades 2009 och förvaltas av Västkuststiftelsen. Tillsammans med Slereboåns dalgång, Färdsleskogens naturreservat och Skårs naturreservat är Bergsjöns naturreservat del av ett drygt 200 hektar stort sammanhållet område av skyddad vildmark.
Själva Bergsjön med omgivande våtmark utgör tillsammans med två andra våtmarker utanför reservatet Natura 2000-området Risvedens agkärr.

## Bilder

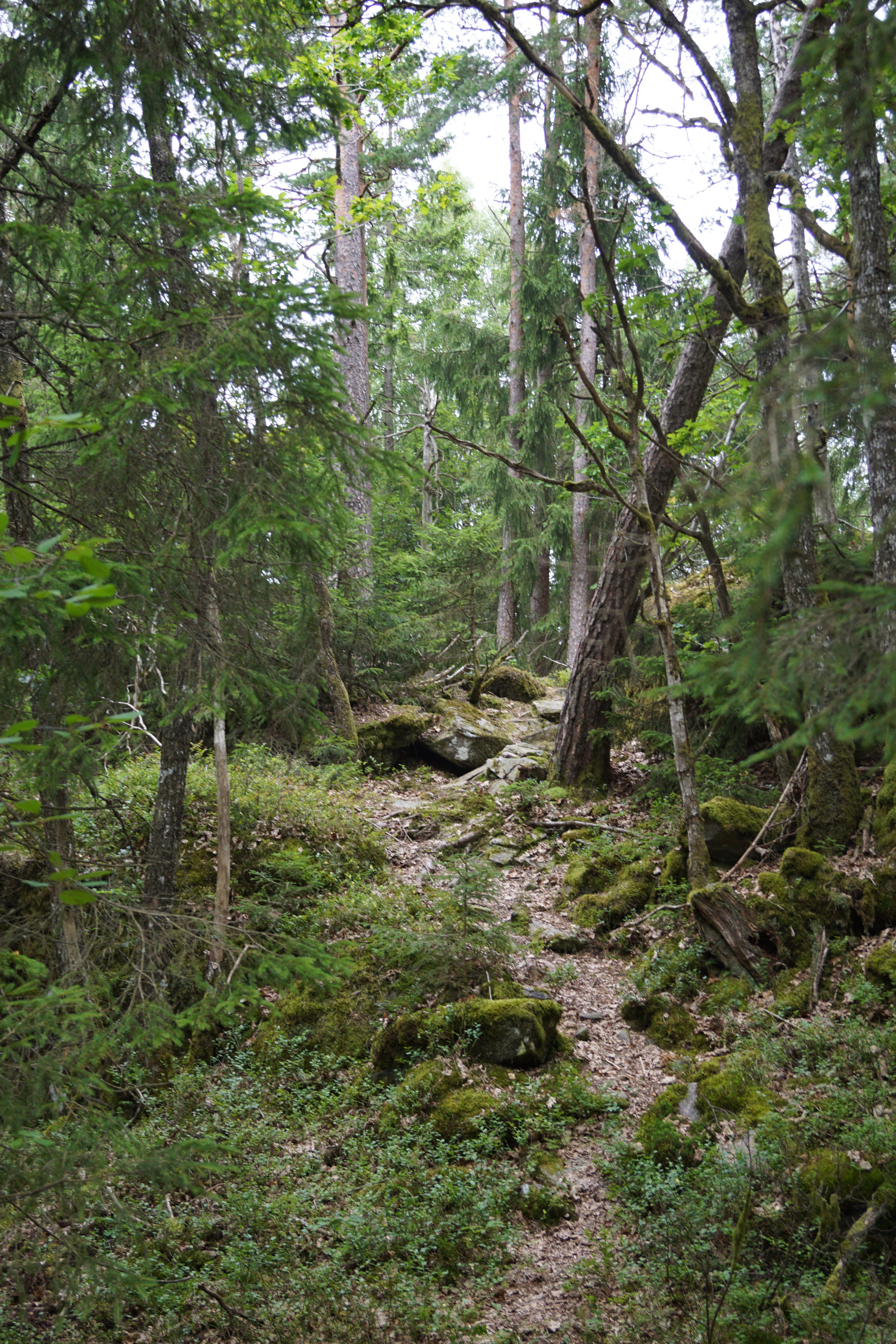
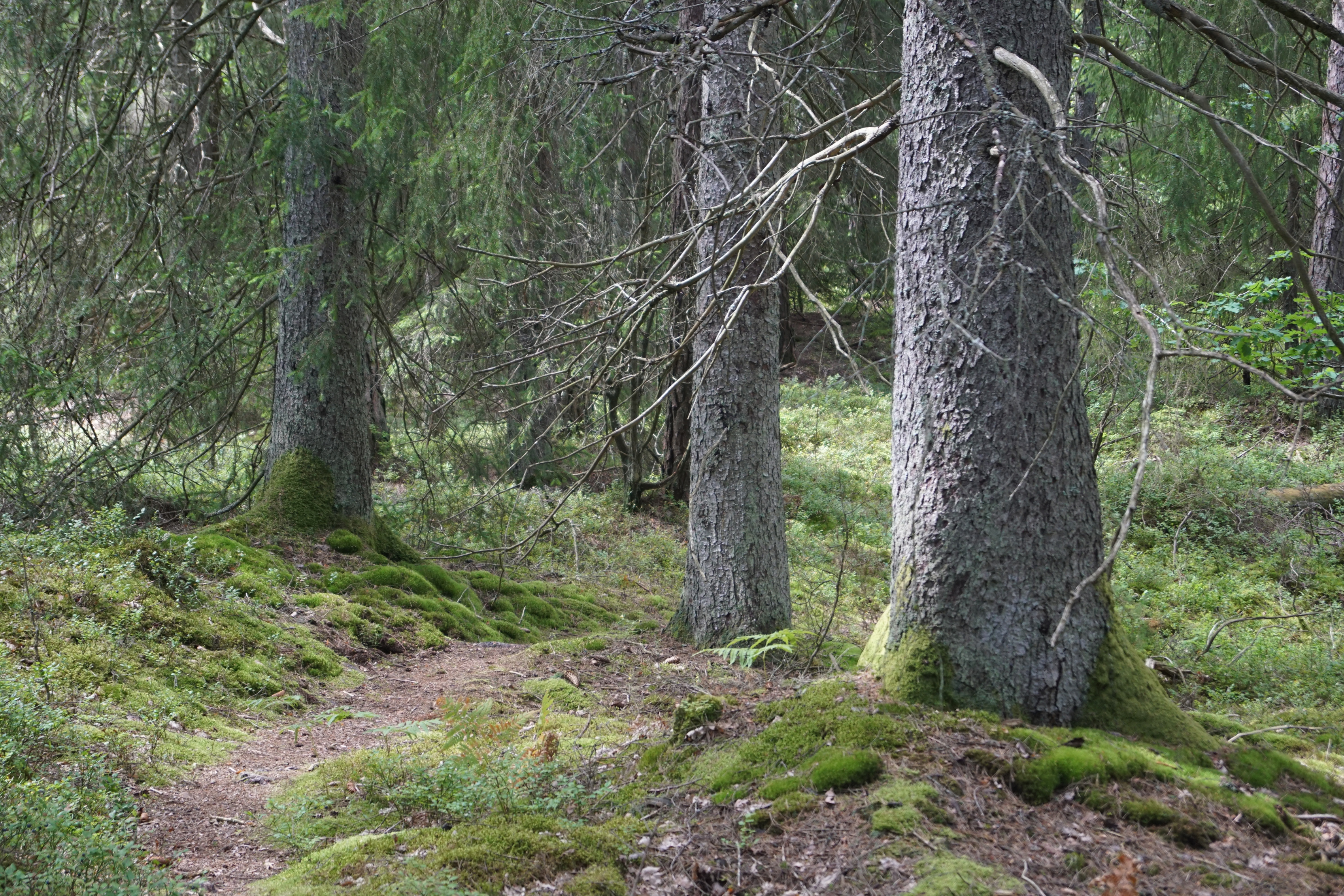